# Csajandai gázmező
A csajandai gázmező (oroszul: Чаяндинское газовое месторождение [Csajangyinszkoje gazovoje mesztorozsgyenyije]) az 1980-as években felfedezett hatalmas szénhidrogénmező Oroszországban, Kelet-Szibériában, Jakutföld délnyugati részén. Kiaknázása a 2007-ben elfogadott oroszországi ún. keleti gázprogram (Vosztocsnaja gazovaja programma) része. A folyamatos gáztermelést 2019 végén kezdték meg.

## Elhelyezkedése
A Léna és a Viljuj közötti területen, Lenszk kikötővárostól kb. 150 km-re nyugatra található. Közigazgatásilag Jakutföld Lenszki járásához és kisebb részben a Mirniji járáshoz tartozik. Kb. 50 km széles és észak-déli irányban 150 km hosszú területet foglal magába. Északi határa Mirnijtől kb. 250 km-re délnyugatra húzódik.
A gázmezőt a Csajanda folyóról, a Nyuja bal oldali mellékfolyójáról nevezték el (oroszul: Чайанда vagy Чаянда, hossza 146 km).

## Készletei, hasznosítása
A 2018 elején rendelkezésre állt adatok szerint a gázmező 1,2 trillió m³ kitermelhető földgázt (metántartalma 86%), 43,9 millió tonna kőolajat, 17,6 millió tonna gázkondenzátot, valamint nagy mennyiségű héliumot tartalmaz. A gáztartalmú rétegek 1500-1900 m mélyen húzódnak. A termelés teljes kapacitását a negyedik évben érik el, összesen 335 gázkúttal. Akkortól húsz éven át a gázmezőn évi 25 milliárd m³ gáz, 3,27 millió tonna olaj és 0,4 millió tonna gázkondenzát felszínre hozását tervezik.
Itt épül ki a jakutföldi földgáztermelés központi bázisa. A földgázt a Szibéria Ereje (Szila Szibiri) elnevezésű  távolsági csővezetéken továbbítják felhasználásra az orosz Távol-Keletre, és onnan legnagyobb részét Kínába. A folyamatos gáztermelés a csővezeték hivatalos üzembehelyezésével egyidőben, 2019. december 2-án kezdődött meg.

## Története
Eredetileg úgy tervezték, hogy a kitermelési engedély megszerzését versenyeztetéshez kötik. Az aukciót előbb 2005-re, majd 2006 második felére tűzték ki. A Gazprom vezére azonban közbenjárt Mihail Fradkov akkori kormányfőnél, és végül a koncessziót 2008. április 16-án az óriás gázipari cég versenyeztetés nélkül, nagy összegű kompenzációt fizetve kapta meg. A geológiai, geodéziai feltárás elvégzése és a gázmező műszaki terveinek jóváhagyása után, 2015-ben kezdték meg a kísérleti kutatófúrások lemélyítését.
Ezen a vidéken a föld akár 170–180 m mélységig állandóan fagyott állapotban van. A permafroszt körülményei között a fúráshoz különleges sós oldatot használnak. 2019 elejéig 143 termelő gázkút fúrását végezték el. Előzőleg és közben is nagy erőkkel folyt az ipari központoktól távol eső, tajgával borított terület előkészítése, az utak, az infrastruktúra és a munkavégzés elemi feltételeinek megteremtése. A munkásoknak konténervárosokat létesítettek a kitermelés helyszínein. A transzszibériai vasútvonalon fekvő kikötővárosba, Uszty-Kutba érkezett felszerelést, nehézgépeket, darukat, stb. télen a keményre fagyott földön kialakított, kb. 800 km hosszú úton teherkocsikkal szállították a helyszínre; nyáron a Lénán uszályok vitték Lenszk kikötőig és onnan tehergépkocsikkal tovább a mocsaras tajgába vágott 150 km-es úton. A vezetékekhez szükséges csöveket szintén hajón szállították.